# Фрейзер (остров)
Фре́йзер (англ. Fraser Island или Great Sandy Island), или Кгари (англ. K`gari) — песчаный остров у восточного побережья Австралии.

## География
Остров имеет вытянутую вдоль побережья форму, длина — около 120 км, ширина — от 7 до 23 км. Площадь острова — 1840 км². Это самый большой в мире песчаный остров.
Дюны, которые его составляют, образовались около 400 тысяч лет назад и имеют высоту до 240 метров. На острове имеется более 40 пресных озёр (Висячие озёра), самое крупное из которых — Lake Boemingen площадью 200 га. Западное побережье острова занимают мангровые леса и болота, восточное, обращённое к океану, — пляж длиной около 100 км из белого песка. В северной части сохранились нетронутые влажные экваториальные леса. Интересен и животный мир острова. В мелких хорошо прогреваемых озёрах водятся пресноводные черепахи, на суше встречается дикая собака Динго.
В 1992 году остров Фрейзер включён в список Всемирного наследия ЮНЕСКО как неповторимый природный памятник.

### Грейт-Сэнди (национальный парк)
Бо́льшая часть острова (около 1645 км²), на которой сохранились нетронутые влажные экваториальные леса, является частью национального парка Грейт-Сэнди. По состоянию на 21 октября 2011 года на рассмотрении ЮНЕСКО находится заявка по добавлению парка к объектам Всемирного наследия ЮНЕСКО (в качестве расширения объекту #630 «Остров Фрейзер»).

### «Висячие» озёра
Одной из достопримечательностей острова являются пресные озёра, которых на острове более сотни. Питание озера получают от родников, ручьев, текущих с торфяных болот, или от самих торфяных болот. Некоторые из этих озёр относятся к категории так называемых «висячих» — уровень воды в них заметно выше уровня окружающего моря. Одно из таких озёр, Буманжин (Boomanjin), площадь которого составляет 200 гектаров, является крупнейшим в мире из «висячих» озёр, находящихся на морских островах (озеро Маниту на пресноводном острове Манитулин в Канаде имеет площадь 104 км² и является крупнейшим островным «висячим» озером в мире). На острове, со всех сторон окружённом океаном, не получающие питания от рек или ледников, они как бы висят над окружающей солёной водой. В настоящее время сохранность озёр острова находится под угрозой. Экзотичность природы привлекает огромное количество туристов, и озёра существенно загрязнены.

## История
До европейской колонизации Австралии на острове проживало несколько тысяч аборигенов. На языке батчулла (Butchulla) остров именовался Кгари (K`gari) — рай. В течение долгого времени название острова связано с фамилией капитана Фрейзера и его жены, корабль которых «Stirling Castle» потерпел крушение на острове. В настоящее время, согласно решению правительства Австралии, острову возвращено оригинальное название.

## Административное деление
Административно входит в штат Квинсленд.